# Zagorice (Foča, BiH)
Zagorice (Zagorica) su naseljeno mjesto u općini Foči, Republika Srpska, BiH. Susjedna sela su Govza, Rataja, Jeleč, Miljevina, Oteša, Kuta i Zakmur. Sjeverno su rudnici. Zapadno je rijeka Govza, a istočno rijeka Oteša.
Godine 1962. godine pripojene su naselju Govzi. (Sl.list NRBiH, br.47/62).

## Stanovništvo
| Narod     | Popis 1961. |
| --------- | ----------- |
| Hrvati    |             |
| Muslimani |             |
| Srbi      | 27          |
| ostali    |             |
| Ukupno    | 27          |